# Josef Toch
Josef Toch (geboren 10. März 1908 in Wien, Österreich-Ungarn; gestorben 16. November 1983 in Wien) war ein österreichischer Schriftsteller.

## Leben
Josef Toch war ein Sohn des jüdischen Kaufmanns Albert Toch und der Pauline Steckerl, er hatte zwei Geschwister. Sein Vater wurde Opfer des Holocaust. Toch besuchte in Wien die Mittelschule und die Lehranstalt für Textilindustrie Wien. 1928/29 besuchte er eine zionistische landwirtschaftliche Lehrfarm in Komárov/Mähren und ging 1929 nach Palästina in einen Kibbuz. Er kehrte 1932 zurück nach Österreich. Toch schloss sich der Kommunistischen Partei Österreichs an, die 1933 von der austrofaschistischen Regierung unter Engelbert Dollfuß verboten wurde, und arbeitete als Parteifunktionär in der Illegalität. Im Jahr 1936 emigrierte er nach Paris und war dort zeitweise Herausgeber der Emigrantenzeitung Nouvelles d'Autriche. Toch kämpfte als Offizier der Internationalen Brigaden im Spanischen Bürgerkrieg. Er wurde in Frankreich interniert. Toch floh nach England, wo er anfangs des Zweiten Weltkriegs ebenfalls für einige Zeit als Enemy Alien auf der Isle of Man interniert wurde. Er arbeitete bis 1944 in der Landwirtschaft und besuchte eine Berufsschule für das Druckerhandwerk. Toch war in erster Ehe mit Margarete Baumgarten verheiratet, die Ehe wurde geschieden. Sie wurde 1942 nach dem Attentat auf Reinhard Heydrich als Geisel erschossen. Aus der zweiten Ehe mit Ruth Wengraf (1918–1985) hatte er den 1946 in London geborenen Sohn Michael Toch. Er war noch ein drittes Mal verheiratet.
Seit 1946 lebte Toch wieder in Österreich, wo er als Hörspielautor beim ORF arbeitete und als Dramaturg im Neuen Theater in der Scala. Nach der Niederschlagung des Ungarn-Aufstandes 1956 verließ er die KPÖ und schloss sich 1959 der Sozialdemokratischen Partei Österreichs an. Er fand Arbeit als Lektor im Europa Verlag und im Tagblatt-Archiv der Arbeiterkammer sowie am Institut für Zeitgeschichte. Von 1972 bis 1976 hielt er sich erneut in Israel auf. Zurück in Österreich wurde er Mitarbeiter der katholischen Wochenzeitung Die Furche. Er verfasste an die 400 Rundfunksendungen und Hörspiele. Toch erhielt 1960 den österreichischen Theodor-Körner-Preis.

## Schriften (Auswahl)
- Spanischer Reigen. 1948.
- Der Mantel. Novelle. 1954.
- Caryl Chessman: Mein Kampf ums Leben. Tatsachenbericht. Übersetzung Josef Toch. Heyne, München 1960.
- John F. Kennedy: Zivilcourage. Übersetzung Josef Toch. Frick, Wien 1960.
- Vergesellschaftung in Österreich. Von den Anfängen bis heute. Vorwort von Bruno Pittermann. Einleitung Anton Benya. Österreichischer Gewerkschaftsbund, Wien 1963.

## Hörspiele (Auswahl)
- 1950: Erdöl – ein besonderer Saft – Regie: Nicht angegeben (Hörspiel – ORF)
- 1951: Alexander Herzen – Regie: Heinz Schulbaur (Hörspiel – ORF)

Quelle: OE1-Hörspieldatenbank